# Далимилова хроника
Далимилова хроника (на чешки: Dalimilova kronika) е първата историческа хроника на чешки език. Датирана е към началото на 14 век и има ярко изразена антинемска насоченост .

## Автор
Авторът на хрониката е известен като Далимил (починал след 1315 г.), но тази личност все още не е идентифицирана. В предисловието той съобщава, че главният източник на сведения за описваните събития е летописът от Болеслав, незапазен вероятно вариант на „Чешката хроника“ на Козма Пражки. Чешкият историк от 16 век Вацлав Хайек предполага, че автор на хрониката е Далимил Мезиржицки, канонически богослужител от Стара Болеслав (което впоследствие не е потвърдено). През 17 век Томаш Пешин въвежда в научните изследвания името Далимилова хроника, съхранило се и до днес, въпреки неизяснените обстоятелства. Тъй като авторът свободно владее чешки, немски и латински език, както и поради непълните теологични обосновки в хрониката, може да се заключи, че тя по-скоро е написана от благородник или представител на низшето духовенство.